# Donji Mihaljevec
Donji Mihaljevec is een plaats in de gemeente Sveta Marija (općina) in de Kroatische provincie Međimurje. De plaats telt 743 inwoners (2001).